# Kaplica Matki Boskiej Śnieżnej w Krakowie
Kaplica Matki Boskiej Śnieżnej – zabytkowa kaplica rzymskokatolicka znajdująca się w Krakowie, w dzielnicy VIII Dębniki przy ul. Bodzowskiej 7, w Bodzowie.
Kaplicę fundował w 1637 ks. Wojciech Purzecki, kanonik kolegiaty Wszystkich Świętych w Krakowie. Wewnątrz znajduje się renesansowy ołtarz św. Doroty z ok. 1540 r. (przeniesiony tutaj z katedry wawelskiej) fundacji Jana Andrzeja de Valentinis z Modeny, kanonika krakowskiego i sandomierskiego, sekretarza wielkiego koronnego i lekarza królowej Bony. W kaplicy znajdują się też freski przedstawiające ówczesny Bodzów.
W latach 70. XX wieku do kaplicy dobudowano przedsionek.

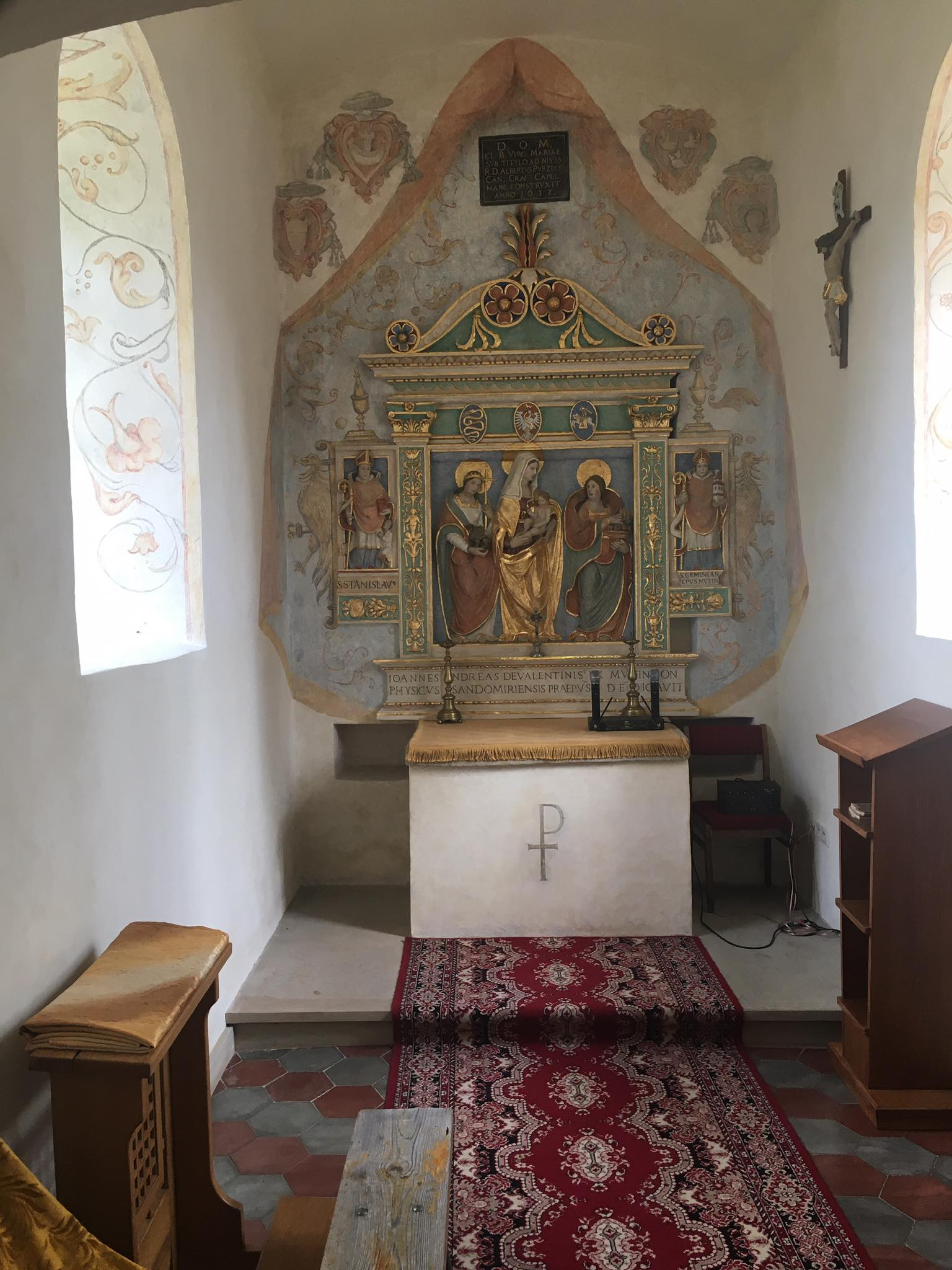
Ołtarz